# Francesco Stancaro
Francesco Stancaro, né à Mantoue en 1501 et mort à Stopnica le 12 novembre 1574, est un prêtre catholique italien, théologien, converti au protestantisme, réformateur protestant qui est devenu professeur d'hébreu à l'université de Königsberg, 
C'est un érudit en théologie et luthéranisme, en conciles, et un médecin expérimenté. Il est un adversaire de l'antitrinitarisme, mais ses vues sur la médiation du Christ étaient en fait utilisées par les antitrinitaires pour populariser leurs opinions en Pologne et en Hongrie. Ses enseignements n'ont jamais atteint une grande crédibilité parmi les calvinistes , mais il a eu un nombre important de disciples, particulièrement parmi l'aristocratie polonaise et hongroise, et est considéré comme un des réformistes importants en Pologne. Il a été emprisonné à de nombreuses reprises et une grande partie de sa vie a été passée en théologien itinérant, voyageant intensivement à travers l'Europe de l'Est. À partir de 1551, il fut impliqué dans la controverse autour des thèses d'Andreas Osiander, un débat parmi les luthériens en Allemagne et en Prusse qui s'est développé au milieu des années 1560. Tout en reconnaissant les deux natures, humaine et divine, du Christ, Francesco Stancaro prétendait que Jésus-Christ était médiateur non pas en tant que Dieu mais en tant qu'homme : cette doctrine a été contestée par le théologien Andreas Musculus dans une controverse publique tenue à Berlin le 10 octobre 1552. Stancaro a écrit De Trinitate et Mediatore Domino nostro Iesu Christo adversus Henricum Bullingerum ... Ad magnificos et generosos Dominos Nobiles ac eorum Ministeros a variis Pseudoevabelicis seductis une décennie plus tard dans laquelle il a donné son point de vue sur la question, principalement en réponse à Pierre Martyr Vermigli , un critique de Francesco Stancaro.

## Biographie
Stancaro est né à Mantoue en 1501. Il se consacre aux sciences humaines et à l'érudition et est ordonné prêtre à Padoue le 22 septembre 1526. Il édite De modo légendaire Hebraice institutio brevissima en 1530. Élevé dans la religion catholique, il devient protestant en 1540, tout en enseignant l'hébreu à l'université de Padoue. Il part pour Venise, où il est arrêté et emprisonné pendant un certain temps en rejoignant un autre protestant italien, Francesco Negri. Il quitte Venise en 1541, arrivé à Vienne en 1544. Il y est professeur de grec et d'hébreu, mais perd son poste en 1546.
En mars 1546, il est Ratisbonne, où il rencontre Bernardino Ochino, avec lequel il se rend, via Ratisbonne, à Augsbourg pour enseigner le grec et l'hébreu. Après la défaite des protestants de la ligue de Smalkalde face aux troupes de Charles Quint, Stancaro et Ochino fuient Augsbourg en 1547. Ils séjournent à Strasbourg, où Ochino rencontre son vieil ami Pierre Martyr Vermigli et sont invités par l'archevêque Thomas Cranmer pour visiter Londres. Ils se rendent également à Constance et Zurich durant cette période, avant de trouver refuge à Bâle. À Bâle, il trouve le temps de rédiger quatre ouvrages théologiques, Suae ebraee grammaticae compendium, nunc primum excussum, In epistolam canonicam D. Jacobi Heriolymitani expositio pia, Miscellanea theologica. Nempe gradus beneficiorum dei, de templis Judaeorum, bibliorum scriptroes, deprophetis, Israeliticus ordo, de synagogis, modus legendas prophetas, linguae ebrae inclinatio, ebrei unde dicti, lectionis in synagoga. Noviter excussa, and Opera nuova di F. S. Mantovano della Riformatione, si della dottrina Christiana, come della vera intelligentia dei sacramenti. con maturi consideratione et fondamento della scrittura santa, et consoglio de Santi Padri. non solamente utile, ma necessaria a ogni stato et conditione di Persone. En 1546, il est accusé d'avoir publié une "opinion fausse " en affirmant qu'il y a "deux Messies différents, une des nombreuses idées inhabituelles entretenues par les anabaptistes". Après avoir vainement cherché un emploi de professeur de théologie, il revient à Chiavenna.
Stancaro se rend dans les Grisons et atteint la Transylvanie à la fin de l'année 1548, où il reçoi le soutien d'Isabelle Jagellon, qui lui offre des lettres d'introduction. En 1549, il obtient un poste de professeur de théologie à l'université de Cracovie, poste qu'il est forcé d'abandonner quand, en mars 1550, il est dénoncé comme protestant pour avoir nié la doctrine catholique de l'intercession des saints. Pendant son séjour à l'Université de Cracovie, il aurait affirmé que l'Eucharistie était une promesse de don au ciel, et non la chair et le sang du Christ. La petite école de théologiens qui sont tombés d'accord avec cette position sont étiquetés arrhabonarii d'après le mot grec Ἀρραβων, Arrhabon, ce qui signifie "caution".
En Pologne, ses talents oratoires et son érudition sont reconnus, particulièrement au sein de l'aristocratie. Barbara Sher Tinsley dit de lui, « Stancaro a poursuivi une ligne de raisonnement qui encourageait en fait certains collègues orthodoxes à défendre des positions antitrinitaires en Pologne et a accidentellement causé la chute de la Réforme dans ce pays ». Pourtant, comme l'admet Pierre Bayle, Stancaro était l'une des personnes les plus capables qui aient travaillé à l'établissement de la foi réformée en Pologne. Bien que Stancaro croit à la co-égalité du Fils et du Père et reconnaît les deux natures, humaine et divine, du Christ, il affirme que « Christ est médiateur en vertu de son humanité, non en vertu de sa divinité, afin de ne pas subordonner le Fils au Père ». Il justifie cette position par son explication littérale du verset 2-5 de la première épître de Paul à Timothée : « Car il y a un seul Dieu, et aussi un seul médiateur entre Dieu et les hommes, Jésus-Christ homme, qui s'est donné lui-même en rançon pour tous ». Il a été emprisonné à Lipowitz mais a obtenu la protection de quelques nobles polonais et son évasion a été arrangée, et, avec l'aide du noble calviniste Mikołaj Oleśnicki, a pu installer une église réformée helvetico-italienne de Pińczów. Il a engagé un débat avec un petit cercle de protestants dans la ville dont Jan Łaski, Piotr de Goniądz et Pierre Martyr Vermigli ; ses contemporains considéraient Stancaro comme colérique et arrogant, tendancieux dans ses croyances. Pourtant il a été considéré comme un « homme hautement cultivé, un étudiant raffiné de l'hébreu.» Selon Pierre Bayle et d'autres, Stancaro a convaincu Oleśnicki de bannir tous les moines de Pińczów. Stancaro a mené le premier service protestant à l'église le 25 novembre 1550, mais son mandat en tant que pasteur devait s'avérer éphémère ; un décret royal du 12 décembre 1550 imposa la dissolution de l'église et Stancaro dut quitter la Pologne pour l'Allemagne. Il a été critiqué par Stanisław Orzechowski, qui après être revenu au catholicisme a été l'auteur d'un ouvrage populaire dénonçant ses croyances.
Stancaro est parti à Königsberg, où il a obtenu la chaire d'hébreu à l'université de Königsberg en mai 1551, avant de passer à Francfort-sur-l'Oder. Il a été alors impliqué dans la controverse osiandrienne due aux thèses d'Andreas Osiander. Les idées de Stancaro sur la Trinité ont été contestées et contredites par le théologien Andreas Musculus lors d'une discussion publique tenue à Berlin, le 10 octobre 1552. La rédaction par Stancaro de l' Apologia contra Osiandrum a rendu le conflit si violent que l'électeur Joachim II de Brandebourg a convoqué Philippe Mélanchthon et Johannes Bugenhagen de Wittenberg à Francfort à l'automne de 1552 afin d'enquêter sur le différend. Ils n'ont pas voyagé, mais Melanchthon a déclaré son opposition à Stancaro et affirme que le Christ était un médiateur dans ses deux natures. Melanchthon a publié le Responsio de controversiis Stancari scripta en juin 1552, et Stancaro a été forcé de quitter Francfort. dans le même temps, il a publié Canones Reformationis (ou Canones reformationis ecclesiarum Polonicarum ou Riformatione), bien que certains donnent une date de publication de 1548 ou 1550. La vérité semble être qu'il a rédigé l'ouvrage à Pińczów en 1550 et l'a publié deux ans plus tard à Francfort-sur-l'Oder, en 1552. Les nobles polonais et leur épouses ont porté une grande attention pour ses 50 propositions théologiques dans les années 1550.
Il a continué une existence itinérante en Europe de l'Est. Stephen Edmondson l' appelle le « théologien italien errant ». Stancaro a écrit De Trinitate et Mediatore Domino nostro Iesu Christo adversus Henricum Bullingerum ... Ad magnificos et generosos Dominos Nobiles ac eorum Ministeros a variis Pseudoevabelicis seductis une décennie plus tard, en 1562, dans lequel il a donné son opinion sur la question, principalement en réponse aux lettres critiques de Pierre Martyr Vermigli.
En novembre 1554, il s'installe en Transylvanie, bénéficiant de la protection d'un seigneur hongrois, Péter Petrovics, auquel il sert de médecin personnel dans son château. Pendant qu'il est avec Petrovics, il influence de nombreuses personnes en Hongrie, comme l'ecclésiastique de Debrecen Tamás Arany, qui s'impliquent dans un débat houleux avec l'évêque calviniste Péter Melius Juhász sur des questions antitrinitaires. Après la mort de son protecteur, en mai 1559, il revient en Pologne. où il publie sa Collatio doctrinae Arrii et Melanchthonis Philippi, à la suite de laquelle Philippe Melanchthon l'a accusé d'arianisme. Il rentre ensuite en conflit avec Francesco Lismanini et Jan Łaski, ce qui conduit à son emprisonnement à Wlodzislaw, le 28 juin 1559. Stancaro est libéré et s'installe à Dubiecko. Le Synode général de Książ (Xions), tenu du 15 au 19 septembre 1560, discute de sa thèse. À la demande de Francesco Lismanini, le synode décide d'envoyer sa confession en Suisse, à Jean Calvin, pour demander l'avis des théologiens suisses. Calvin écrit à Théodore de Bèze qu'il s'étonne qu'on lui demande de nouveau son avis alors qu'il avait déjà condamné la thèse de Stancaro dans une lettre du 9 juin 1560. Stancaro écrit, le 4 décembre 1560, une lettre à Musculus, Vermigli, Calvin, Bullinger, dans laquelle il leur demande d'approuver ses opinions sur la médiation du Christ. Calvin renouvelle sa condamnation de Stancaro dans une lettre adressée à Stanisław Stadnicki, le protecteur de Stancaro, et à Stancaro, le 26 février 1561. Mais Stancaro n'est pas convaincu comme il l'écrit en 1562 dans son De Trinitate et mediatore domino nostro Jesu Christo.
Il fonde en 1561 une église réformée dont l'existence est de courte durée. Il écrit pendant son séjour à Dubiecko Collatio doctrinae Arrii, et Philippi Melanchthonis, et sequacium Arrii et Philippi Melanchthonis et Francisci Davidis et reliquorum Saxonum doctrine de Filio Dei, Domino Jesu Christo, vna est et eademet De officiis mediatoris domini Jesu Christi et secundum quam naturam haec officia exhiber et executusd fuerit.
En 1562 il s'installe à Stopnica, où il mène une vie relativement tranquille.
Il meurt le 12 novembre 1574.
Il s'est marié deux fois. Il a eu deux fils et deux filles de son second mariage, dont Franciszek Stankar (Francisco Stancaro), né le 2 octobre 1562, ministre de l'église d'Oksa jusqu'à sa mort, le 28 mars 1621.
Krzysztof Kraiński (1556-1618) l'a décrit comme un hérétique dans « Postylli » et l'a accusé de blasphème. En 1618, à la demande de Franciszek, fils de Stancaro, le synode d'Ożarów a demandé à Kraiński de retirer ces termes injurieux de son livre.

## Publications
- De modo legendi Hebraice institutio brevissima, Venise (1530)
- Suae ebraee grammaticae compendium, nunc primum excussum, Bâle (1547)
- In epistolam canonicam D. Jacobi Heriolymitani expositio pia, Bâle (1547)
- Miscellanea theologica. Nempe gradus beneficiorum dei, de templis Judaeorum, bibliorum scriptroes, deprophetis, Israeliticus ordo, de synagogis, modus legendas prophetas, linguae ebrae inclinatio, ebrei unde dicti, lectionis in synagoga. Noviter excussa, (1547)
- Opera nuova di F. S. Mantovano della Riformatione, si della dottrina Christiana, come della vera intelligentia dei sacramenti. con maturi consideratione et fondamento della scrittura santa, et consoglio de Santi Padri. non solamente utile, ma necessaria a ogni stato et conditione di Persone, Bâle (1547)
- Canones Reformationis, Francfort (1552)
- Collatio doctrinae Arrii, et Philippi Melanchthonis, et sequacium Arrii et Philippi Melanchthonis et Francisci Davidis et reliquorum Saxonum doctrina de Filio Dei, Domino Jesu Christo, vna est et eadem, (1559)
- De officiis mediatoris domini Jesu Christi et secundum quam naturam haec officia exhibuerit et executusd fuerit, (1559)
- Adversus Henricum Bullingerum, Petrum Martyrum et Joannem Calvinum Ad magnificos et generosos Dominos Nobiles ac eorum Ministeros a variis Pseudoevabelicis seductis, Cracovie (1562)
- Summa confessionis fidei F: S. Matvani, et quorundam discipulorum suorum, triginta octo articulis comprehensa, (1570)

## Sources
- (en) Cet article est partiellement ou en totalité issu de l’article de Wikipédia en anglais intitulé « Francesco Stancaro » (voir la liste des auteurs).